# Габонска усойница
Габонска усойница (Bitis gabonica) е змия от семейство Отровници. Наричана е още габонска отровница, касава, пеперудена змия. Има един подвид: западна габонска усойница (B. gabonica rinocerus).

## Физически характеристики
Средно дълга, много едра и мускулеста змия. Женските са по-големи. На дължина достига 0,8 – 1,5 метра, максимално до 2,15 m. Обикновено теглото на възрастен екземпляр е 2 – 5 kg. Рекордът е около 8 kg. Съществуват непотвърдени данни за 10 – 12 кг. Главата е ромбична, ясно отделена от тялото. Бяла или жълта до охра, покрита с кафеникави оттенъци, ромбовидни, триъгълни и правоъгълни шарки, пресечени от тъмнокафяви до черни триъгълници с жълтеникав (охрен) кант. Коремът е светъл (светло-жълт, охрен, златист). Главата е бяла до жълтеникава, напомня на голямо листо. Много често има тъмна линия по средата. Има чифт много малки рогчета. Зрението почти липсва. Силно развито обоняние, усеща вибрации. Притежава най-дългите зъби сред змиите, достигащи до 5,5 cm (7 – 8 cm непотвърдено). Зад тях има два реда малки, неотровни зъби. Отровата е хемотоксична, слаба до средно силна. Компенсира слабата отрова с голямо количество – 200 – 300 mg при едно ухапване, рекордът е около 600 mg.

## Разпространение и местообитание
Среща се в голяма част от Субсахарска Африка. Държавите около Гвинейският залив, до Судан и Кения на изток. На юг до Замбия, Мозамбик, Северен ЮАР. Не се среща в Ангола, Намибия и Ботсвана. Тясно свързана с водата, обича влагата. Наблюдавана е до 2000 m надморска височина в Камерун. Води горски начин на живот, среща се също в храсталаци, заблатени и мочурливи местности. Плува отлично. Не се страхува от човека – често ловува в ниви и плантации. Притежава перфектна маскировка – ако е заровена в шумата е почти невъзможно да се види.

## Начин на живот
Активна нощем. Храни се с малки бозайници, главно гризачи, рядко жаби, птици и риба. Бавна и неагресивна змия, хапе рядко, даже и да бъде обезпокоена. Когато атакува, се изстрелва със скорост до 24 m/s. След атаката спира и изчаква отровата да подейства, след което намира жертвата по миризмата. Ако не се вземат мерки, при ухапани хора смъртността е около 20%, при 40%—50% се стига до ампутации на крайници.
Живородна – ражда между 5 и 20 змийчета. Живее около 10 години, в плен до 15.

## Подвидове
Нейният подвид Западна габонска усойница (Bitis gabonica rinocerus) обитава Западна Африка от Нигерия до Сенегал. Тя е малко по-малка и по-лека. Рогчетата са по-големи.
| Портал | Портал „Африка“ съдържа още много статии, свързани с Африка. Можете да се включите към Уикипроект „Африка“. |